# Carl Reuther (Unternehmer, 1846)

Carl Reuther, ca. 1900

Carl Reuther (* 31. Oktober 1846 in Gemmrigheim; † 13. Juni 1908 in Mannheim) war ein deutscher Unternehmer, der das spätere Unternehmen VAG Armaturen gründete.

## Jugend
Carl Reuther war der Sohn eines Schreiners. Er besuchte zunächst die Dorfschule in seinem Geburtsort, anschließend zwei Jahre lang die Lateinschule im benachbarten Besigheim. Dann begann er eine Lehre in der Mechanischen Werkstatt des Bruderhauses Reutlingen (später: Gustav-Werner-Stiftung). Dort wurde er entlassen, weil er sich den strengen Regeln des religiös geprägten Hauses nicht ausreichend anpasste.

## Beruflicher Werdegang

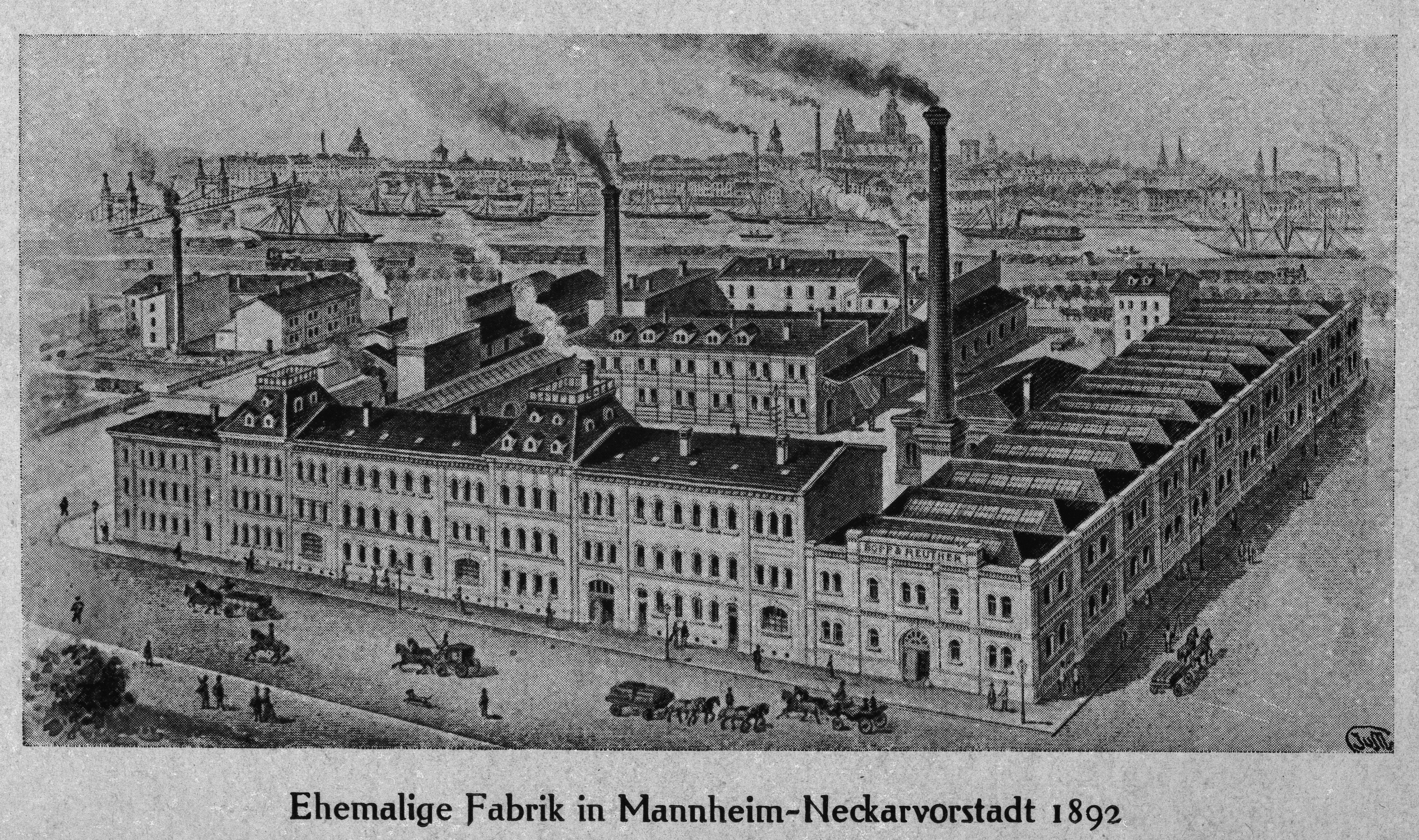
Fabrikgelände von Bopp & Reuther, 1892

1862 erhielt er eine Stelle als Dreher in Stuttgart. 1864 zog seine Herkunftsfamilie aus Gemmrigheim zu ihm, und seine Mutter, Frederike, eröffnete in Stuttgart einen Milchhandel, der so viel Gewinn abwarf, dass sie ihrem Sohn Carl 1864 das Studium am Polytechnikum Stuttgart bezahlen konnte. Mehr als zwei Jahre waren aber nicht finanzierbar. So wanderte er 1866 in die USA aus und wurde US-amerikanischer Staatsbürger, kam aber 1868 nach Deutschland zurück. Ab 1870 arbeitete er in Höchst in einer Filiale der Mainzer Gasapparate und Gusswerke, wo er Betriebsleiter wurde.
1872 gründete er zusammen mit dem Mannheimer Schlosser Carl Bopp (1830–1893) die Gesellschaft Bopp & Reuther (später: VAG-Armaturen GmbH), die Armaturen für Wasserleitungen, Hähne, Ventile, Pumpen und Absperrschieber herstellte. Die beiden bedienten damit einen zu dieser Zeit rasant wachsenden Markt, denn in allen größeren und schnell wachsenden Städten des Deutschen Reichs wurden damals Wasserver- und -entsorgungssysteme gebaut. Die Gesellschaft bestand bis 1881, als sich die beiden trennten, Carl Reuther seinen Kompagnon auszahlte und er nun Alleininhaber des Unternehmens war. Bopp & Reuther war inzwischen führend auf dem Gebiet der Wasserver- und -entsorgung. 1893 und erneut 1905 besuchten Großherzog Friedrich I. und Großherzogin Luise die Fabrik von Carl Reuther. Reuther wurde der Ehrentitel Kommerzienrat verliehen.

## Familie
In Höchst lernte er seine Frau kennen, Marie Altenkirch, Tochter des Kürschners und Pelzhändlers Wilhelm Altenkirch. Das Ehepaar hatte mehrere Kinder.

## Engagement
Carl Reuther war Mitglied der Stadtverordnetenversammlung von Mannheim – und zwar wohl das einzige, das dieses Amt als US-amerikanischer Staatsbürger wahrnahm. Erst 1898 erhielt er auf seinen Antrag die badische Staatsbürgerschaft. In Mannheim gehen mehrere Arbeitersiedlungen auf die Initiative von Reuther zurück. Er stattete Bopp & Reuther über dieses Engagement hinaus mit einer Reihe sozialer Einrichtungen für die Belegschaft aus: Betriebskantine, Betriebskrankenkasse und die Carl-Reuther-Stiftung zugunsten der Arbeiter seiner Fabrik.